# V. Harikrishna
V. Harikrishna (n. 5 de noviembre de 1974 en Bangalore, Karnataka) es un director de música y cantante indio, es uno de los artistas más reconocidos en la industria del cine kannada y ha ganado tres Premios Filmfare, como el mejor intérprete de la música de Gaalipata en 2008. Es hijo del director musical, GK Venkatesh. Ha compuesto temas musicales para películas de éxito de taquilla como Gaalipata en 2008, Raaj The Showman en 2009 y Jackie en 2010.

## Carrera musical
Ha compuesto temas musicales para 50 largometrajes. También ha cantado muchas canciones para películas de taquilla. Entró a la industria de la música de kannada, como compositor de una película titulada "Jothe Jotheyali" en 2006. Esta película fue protagonizada por Prem y Ramya, además de Darshan Thoogudeepa, que fue invitado por el director de cine, Dinakar Thoogudeepa y que fue producido por Meena Thoogudeepa Srinivas (integrante de una empresa productora llamada Darshan), en la que se trabajó por 25 semanas. Harikrishna también ha producido una película junto con Ravivarma y Ajay Rao a la cabeza, para una película titulada 'Jaadoo'. Su primera canción titulada "Shake Your Body", fue interpretada para una película titulada "Ambari".

## Filmografía

### Como director de música
| Año  | Título                            | Notas | Director           |  |
| ---- | --------------------------------- | --- | ------------------ |  |
| 2006 | Jothe Jotheyali                   | | Dinakar Thoogudeep |  |
| 2007 | Bhupathi                          | |                    |  |
| 2007 | Krishna                           | | M D Sridhar        |  |
| 2007 | Snehana Preethina                 | | Shahuraj Shindhe   |  |
| 2007 | Navagraha                         | | Dinakar Thoogudeep |  |
| 2008 | Paramesha Panwala                 | | Mahesh Babu        |  |
| 2008 | Indhra                            | | Vasu               |  |
| 2008 | Payana                            | | Kiran Govi         |  |
| 2008 | Arjun                             | | ShahurajSindhee    |  |
| 2008 | Gaalipata                         | Winner Filmfare Award for Best Music Director | Yogaraj Bhat       |  |
| 2008 | Gaja                              | | Madesha k          |  |
| 2009 | Meghave Meghave                   | | Nagendra Prasad    |  |
| 2009 | Rajakumari                        | | Govind.S           |  |
| 2009 | Abhay                             | | Mahesh Babu        |  |
| 2009 | Ambari                            | | A. P. Arjun        |  |
| 2009 | Vaayuputra                        | | Kishor Sarja       |  |
| 2009 | Junglee                           | | Duniya Soori       |  |
| 2009 | Raam                              | | [Madesha]          |  |
| 2009 | Raj, The Showman                  | Winner Filmfare Award for Best Music Director Winner Karnataka State Film Award for Best Music Director Winner Suvarna Film Award for Best Music Director | Prem               |  |
| 2009 | Maleyali Jotheyali                | | Preetham Gubbi     |  |
| 2010 | Modala Sala                       | | Purshotham         |  |
| 2010 | Jackie                            | Winner Filmfare Award for Best Music Director | Suri               |  |
| 2010 | Eno Onthara                       | | Mussanje Mahesh    |  |
| 2010 | Super                             | | Upendra            |  |
| 2010 | Cheluveye Ninne Nodalu            | | RaghuRam           |  |
| 2010 | Chalaki                           | Telugu film |                    |  |
| 2010 | Porki                             | | M D Sridhar        |  |
| 2010 | Kiccha Huccha                     | | Chi.Guru Dutt      |  |
| 2011 | Dhool                             | | M S Rajshekar      |  |
| 2011 | Indhra                            | ( Malayalam ) |                    |  |
| 2011 | Prince                            | | Om Prakash Rao     |  |
| 2011 | Prema Chandrama                   | | Shahuraj Shinde    |  |
| 2011 | Dandam Dashagunam                 | | Madesha            |  |
| 2011 | Veerabahu                         | | S.Mahendar         |  |
| 2011 | Kool...Sakkath Hot Maga           | | Ganesh             |  |
| 2011 | Vinayaka Geleyara Balaga          | | Nagendra Prasad    |  |
| 2011 | Hudugaru                          | | Madesh             |  |
| 2011 | Johny Mera Naam Preethi Mera Kaam | | Preetham Gubbi     |  |
| 2011 | Vishnuvardhana                    | | P. Kumar           |  |
| 2011 | Paramathma                        | | Yogaraj Bhat       |  |
| 2011 | Boss                              | | RaghuRaj           |  |
| 2011 | Saarathi                          | Suvarna Film Award for Best Music Director | Dinakar Thoogudeep |  |
| 2011 | Jogayya                           | Box office Dud | Prem               |  |
| 2012 | Chingari                          | | A Harsha           |  |
| 2012 | Shikari                           | | Abhay Shimha       |  |
| 2012 | Anna Bond                         | Winner SIIMA Award for Best Male Playback Singer | Soori              |  |
| 2012 | Katariveera Surasundarangi        | | Suresh Krishna     |  |
| 2012 | Addhuri                           | Winner Udaya Award for Best Music Director | Arjun              |  |
| 2012 | Ready For Dhee                    | Telugu film |                    |  |
| 2012 | Snehitaru                         | | Ram Narayan        |  |
| 2012 | Kaveri Loves Kariya               | | Sai Ramesh         |  |
| 2012 | Karaddi                           | | Ravivarma          |  |
| 2012 | Jaanu                             | | Preetham Gubbi     |  |
| 2012 | Manjina Hani                      | | V Ravichandra      |  |
| 2012 | Prem Adda                         | | Mahesh Babu        |  |
| 2012 | Yaare Koogadali                   | | Samuthirakani      |  |
| 2013 | Topiwala                          | | Sri                |  |
| 2013 | Bachchan                          | | Shashank           |  |
| 2013 | Akka Pakka                        | | U K Das            |  |
| 2013 | Bulbul                            | | M D Sridhar        |  |
| 2013 | Kaddi Pudi                        | | Suri               |  |
| 2013 | Viraat                            | | Vasu               |  |
| 2013 | Brindavana                        | | Madesha K          |  |
| 2013 | Sakkare                           | | Pawan Wadeyar      |  |
| 2013 | Shravani Subramanya               | | Manju Swaroop      |  |
| 2014 | Jai Hind 2                        | | Arjun Sarja        |  |

## Premios
- Won 3 consecutive Filmfare Award for Best Music (Gaalipata, Raaj The Showman and Jackie)[1]
- RNJ awards in 2009[2]
- Suvarna Film Awards for Best Music Director (Raaj the Showman, Drama)
- 2012 - Filmfare Award for Drama
- Karnataka State Award for the film Raaj The Showman
- 2012 - Nominated - Best Music Director for Anna Bond